# Stedingen (Gemeinde)
Die Gemeinde Stedingen war eine 1933 errichtete und 1948 wieder aufgelöste Gemeinde im Landkreis Wesermarsch.
Durch das Oldenburgische Gesetz zur Vereinfachung und Verbilligung der Verwaltung vom 27. April 1933 wurden die Gemeinden Berne, Neuenhuntorf, Warfleth, Bardewisch und Altenesch zu einer neuen Gemeinde zusammengeschlossen, die in Anlehnung an die historische Landschaft Stedingen den Namen Stedingen erhielt.
Die Gemeinde Stedingen hatte 1939 8.965 Einwohner.
Am 1. April 1948 wurde die Gemeinde Stedingen wieder aufgelöst und in die Gemeinden Altenesch und Berne geteilt. Bardewisch verblieb Teil der Gemeinde Altenesch und Neuenhuntorf sowie Warfleth verblieben Teil von Berne. Altenesch wurde 1972 in Lemwerder umbenannt.